# Alina Fyodorova
Alina Fyodorova (Ucrania, 31 de julio de 1989) es una atleta ucraniana especializada en la prueba de pentatlón, en la que consiguió ser medallista de bronce mundial en pista cubierta en 2016.

## Carrera deportiva
En el Campeonato Mundial de Atletismo en Pista Cubierta de 2016 ganó la medalla de bronce en la competición de pentatlón, logrando un total de 4770 puntos que fue su mejor marca personal, siendo superada por la canadiense Brianne Theisen-Eaton que con 4881 puntos batió el récord de América, y por su compatriota Anastasiya Mokhnyuk (plata con 4847 puntos).